# White Stone
White Stone – miasto w Stanach Zjednoczonych, w stanie Wirginia, w hrabstwie Lancaster.